# Sekra
Sekra là một chi rêu trong họ Pottiaceae.